# Bastien Dedieu
Bastien Dedieu (Carmaux, Francia;18 de julio de 1989) es un exjugador francés de rugby de ascendencia española que jugaba como pilar. Fue internacional absoluto con la selección de rugby de España.

## Trayectoria
Comenzó su formación de rugby en la Union Sportive Carmausine y continuó su formación en el SC Albi. Durante la temporada 2011-2012 de la Pro D2, dio sus primeros pasos como profesional: debutó a los 22 años contra la Section Paloise, seguido unos meses después por su primera titularidad contra el Oyonnax Rugby. Durante esta temporada, disputó un total de ocho partidos, incluyendo dos títulos. Al año siguiente, acumuló aún más minutos de juego, con 23 partidos disputados (11 títulos). Pero su temporada más completa fue la 2013-2014: disputó los 30 partidos de la temporada, incluyendo 26 como titular. Finalmente, durante la temporada siguiente, disputó 26 partidos (incluida la semifinal contra el Stade Montois), siendo titular en 12 ocasiones.
En febrero de 2021, fue convocado por primera vez con la selección de España, con la que debutó el 7 de febrero de 2021 contra Portugal en Madrid.
En 2022, tras once temporadas con el primer equipo, dejó el SC Albi y fichó por el UA Gaillac en la Fédérale 2, donde puso fin a su carrera como jugador en 2023.